# Grouvelleus bicolor
Grouvelleus bicolor is een keversoort uit de familie glanzende bloemkevers (Phalacridae). De wetenschappelijke naam van de soort werd in 1923 gepubliceerd door Maurice Pic.